# Міллвілл (Нью-Брансвік)
Міллвілл (англ. Millville) — село в Канаді, у провінції Нью-Брансвік, у складі графства Йорк.

## Населення
За даними перепису 2016 року, село нараховувало 273 особи, показавши скорочення на 11,1%, порівняно з 2011-м роком. Середня густина населення становила 22,5 осіб/км².
З офіційних мов обидвома одночасно володіли 15 жителів, тільки англійською — 255. Усього 5 осіб вважали рідною мовою не одну з офіційних.
Працездатне населення становило 50% усього населення, усі були зайняті.
Середній дохід на особу становив $36 605 (медіана $29 120), при цьому для чоловіків — $44 840, а для жінок $30 376 (медіани — $39 040 та $21 184 відповідно).
23,8% мешканців мали закінчену шкільну освіту, не мали закінченої шкільної освіти — 23,8%, 52,4% мали післяшкільну освіту, з яких 18,2% мали диплом бакалавра, або вищий.
| Статево-вікова структура населення | Статево-вікова структура населення | Статево-вікова структура населення | Статево-вікова структура населення | Статево-вікова структура населення |
| ---------------------------------- | ---------------------------------- | ---------------------------------- | ---------------------------------- | ---------------------------------- |
|                                    |                                    |                                    |                                    |                                    |
| Всього                             | Всього                             | 45,5%54,5%                         |                                    |                                    |
| 0 — 14 років                       | 0 — 14 років                       |                                    | 18,5%                              | 18,5%                              |
| 15 — 64 років                      | 15 — 64 років                      |                                    | 59,3%                              | 59,3%                              |
| 65 і більше                        | 65 і більше                        |                                    | 22,2%                              | 22,2%                              |
| 85 і більше                        | 85 і більше                        |                                    | 3,7%                               | 3,7%                               |
| Середній вік (років)               | Середній вік (років)               | 44,344,1                           | 44,2                               | 44,2                               |
| Медіана (років)                    | Медіана (років)                    | 46,545,7                           | 45,8                               | 45,8                               |
| — чоловіки — жінки                 |                                    |                                    |                                    |                                    |

| Походження мешканців:     | Походження мешканців:     | Походження мешканців: | Походження мешканців: | Походження мешканців: |
| ------------------------- | ------------------------- | --------------------- | --------------------- | --------------------- |
| Походження                |                           |                       | осіб                  | %                     |
| Корінні американці        | Корінні американці        |                       | 15                    | 5.77%                 |
| Інше північноамериканське | Інше північноамериканське |                       | 155                   | 59.62%                |
| Європейське               | Європейське               |                       | 130                   | 50%                   |
| британське                | британське                |                       | 125                   | 48.08%                |
| французьке                | французьке                |                       | 25                    | 9.62%                 |

## Клімат
Середня річна температура становить 4,3°C, середня максимальна – 22,3°C, а середня мінімальна – -18°C. Середня річна кількість опадів – 1 096 мм.
| Клімат поселення                              | Клімат поселення | Клімат поселення | Клімат поселення | Клімат поселення | Клімат поселення | Клімат поселення | Клімат поселення | Клімат поселення | Клімат поселення | Клімат поселення | Клімат поселення | Клімат поселення | Клімат поселення |
| Показник                                      | Січ.             | Лют.             | Бер.             | Квіт.            | Трав.            | Черв.            | Лип.             | Серп.            | Вер.             | Жовт.            | Лист.            | Груд.            |                  |
| Середній максимум, °C                         | −5,23            | −3,89            | 2,20             | 9,33             | 16,54            | 21,62            | 22,16            | 22,32            | 16,86            | 10,83            | 4,73             | −3,11            |                  |
| Середня температура, °C                       | −11,6            | −10,26           | −4,16            | 2,97             | 10,18            | 15,26            | 18,00            | 18,16            | 12,70            | 6,68             | 0,58             | −7,26            |                  |
| Середній мінімум, °C                          | −17,96           | −16,62           | −10,52           | −3,38            | 3,82             | 8,90             | 13,84            | 14,01            | 8,56             | 2,52             | −3,58            | −11,41           |                  |
| Норма опадів, мм                              | 96               | 66               | 83               | 83               | 95               | 89               | 106              | 89               | 98               | 91               | 107              | 93               |                  |
| Середньомісячна швидкість вітру, м/с          | 3.61             | 3.71             | 3.93             | 3.80             | 3.51             | 3.10             | 2.80             | 2.62             | 2.92             | 3.29             | 3.50             | 3.60             |                  |
| Середньомісячна сонячна радіація, кДж/м²·день | 5208             | 8373             | 12175            | 15548            | 18338            | 20219            | 19714            | 17610            | 13055            | 8246             | 4903             | 4022             |                  |
| --------------------------------------------- | ---------------- | ---------------- | ---------------- | ---------------- | ---------------- | ---------------- | ---------------- | ---------------- | ---------------- | ---------------- | ---------------- | ---------------- | ---------------- |
| Джерело:                                      |                  |                  |                  |                  |                  |                  |                  |                  |                  |                  |                  |                  |                  |